# バルス・ブカ
バルス・ブカ（モンゴル語: Bars buqa、生没年不詳）は、13世紀初頭にチンギス・カンに仕えたオイラト部族長クドカ・ベキの孫。『集史』などのペルシア語史料ではبارس بوقا(bārs būqā)と記される。
トルイの娘のエルテムルを娶ったことによりキュレゲン（駙馬/كوركان،「娘婿」の意）と称し、アリクブケ家と密接な姻戚関係を結んだ。

## 概要
12世紀末から13世紀初頭にかけてオイラト部族長の地位にあったクドカ・ベキの子のトレルチと、チンギス・カンの娘のチチェゲンとの間の息子として生まれた。兄弟にはブカ・テムル、ブルトア、エルチクミシュ・カトン、クイク・カトン、オルガナ・カトン、クチュ・カトン、オルジェイ・カトンらがいる。
『集史』「クビライ・カアン紀」第三部（事実上のアリクブケ伝）によると、バルス・ブカはトルイとナイマン部出身のリンクン・カトンとの間に生まれたエルテムルを娶り「キュレゲン」を称したという。この婚姻はトルイの子のアリクブケとトレルチの娘のエルチクミシュの婚姻と「姉妹交換婚」として対になっていたと考えられ、この二つの婚姻を通してアリクブケ家とバルス・ブカ家は密接な関係を有するようになった。
また、同時期にはアリクブケの兄のモンケとフレグ、ジョチ家のトクカン、チャガタイ家のカラ・フレグもオイラト部出身の女性を娶っており、この頃のオイラト王家は姻族として最も栄えていた。このようにトレルチの子供の世代に一気にチンギス・カン家との婚姻が進んだのは、第3代皇帝グユク死後の政変でそれまで姻族として有力であったコンギラト部アルチ・ノヤン家が一時的に衰退し、第4代皇帝モンケが代わりにオイラト王家を厚遇したためと考えられている。この頃の有力皇族でオイラト出身の妃ではなくコンギラト出身の妃を重んじていたのはモンケ、フレグ、アリクブケの同母兄弟のクビライのみであった。
第4代皇帝モンケ・カアンが遠征先で急死すると、その弟のクビライとアリクブケとの間で帝位を巡って帝位継承戦争が勃発することになった。クビライ派の主力が東道諸王やコンギラト部も含む「左手の五投下」といった帝国左翼の勢力であったのに対し、アリクブケ派の主力はトルイ系諸王や帝国右翼の勢力、特にオイラト部であった。帝位継承戦争中、最大の激戦であったシムルトゥ・ノールの戦いにおけるアリクブケ軍の主力がオイラト部族であったことは、『元史』『集史』といった諸史料に一致して記録されている。また、チャガタイ・ウルスではオイラト部出身のオルガナが親アリクブケ派路線をとるなど、オイラト部はアリクブケ派にとって最も信頼おける支持勢力であった。
このようにオイラト部がアリクブケを強く支持したのは、バルス・ブカ家とアリクブケ家が密接な婚姻関係を築いていたことが影響していると考えられている。帝位継承戦争においてオイラト部の支持を受けるアリクブケが敗れ、コンギラト部の支持を受けるクビライが勝利したことによって、オイラトとコンギラトの有力姻族としての地位は再び逆転することになる。帝位継承戦争以後、オイラト王家とチンギス・カン家の婚姻が少なくなる一方、コンギラト部はクビライ家との密接な姻戚関係を結び、特に仁宗・英宗の治世には「コンギラト時代」とも称される繁栄の時代を迎えることになる。

## 子孫

### ベクレミシュ
ベクレミシュはクビライに仕えて南宋遠征、「シリギの乱」討伐で活躍したため、『元史』などの漢文史料にも記録が残されている。
特に「シリギの乱」ではシリギ側についたオイラト部族と同士討ちになりながら奮戦したにもかかわらず、罪を得て処刑されてしまった。

### シーラップ
『集史』「オイラト部族志」には「［ベクレミシュとシーラップの］両名ともクビライ・カアンの下にいて、彼に仕えていた」とあり、ベクレミシュと同様にクビライに仕えていた。
また、『元史』巻109諸公主表には「□□公主、適沙藍駙馬」とあり、この「沙藍駙馬」駙馬がシーラップに相当すると見られている。

### エメゲン
アリクブケの末子のメリク・テムルに嫁ぎ、ミンガン、アジギ、イェスン・トゥア、バアリタイという四人の子供を産んだことが知られている。

## オイラト部クドカ・ベキ王家
- クドカ・ベキ（Quduqa Beki ＞忽都合別乞/hūdōuhébiéqǐ,قوتوق بیكی/qūtūqa bīkī）…オイラト部の統治者で、チンギス・カンに降る
  - イナルチ（Inalči ＞亦納勒赤/yìnàlèchì,اینالجی/īnāljī）…ジョチの娘のコルイ・エゲチを娶る
    - ウルド（Uldu ＞اولدو/ūldū）
      - ニグベイ（Nigübei ＞نیكبی/nīkbei）
      - アク・テムル（Aq Temür ＞اقو تیمور/āqū tīmūr）

  - トレルチ・キュレゲン（Törelči ＞脱劣勒赤/tuōlièlèchì,تورالجی كوركان/tūrāljī kūrkān）…チンギス・カンの娘のチチェゲンを娶る
    - ブカ・テムル（Buqa Temür ＞بوكا تیمور/būqā tīmūr）
      - チョバン・キュレゲン（Čoban ＞جوبان كوركان/jūban kūrkān）…アリクブケの娘のノムガンを娶る
      - チャキル・キュレゲン（Čakir ＞جاقر كوركان/jāqir kūrkān）…フレグの娘のモングルゲンを娶る
        - タラカイ・キュレゲン（Taraqai ＞ترقای كوركان/taraqāī kūrkān）…父のチャキルの死後、フレグの娘のモングルゲンをレビラト婚で娶った

      - ノルン・カトン（Nölün qatun ＞نولون خاتون/nūlūn khātūn）…フレグの子のジョムクルに嫁ぐ

    - ブルトア・キュレゲン（Burto'a ＞بورتوا/būrtūā）…名称は不明だが、チンギス・カン家の女性を娶る
    - バルス・ブカ・キュレゲン（Bars buqa ＞بارس بوقا/bārs būqā）…トルイの娘のエルテムルを娶る
      - ベクレミシュ・キュレゲン（Beklemiš ＞別吉里迷失/biéjílǐmíshī,بیكلمیش/bīklamīsh）…名称は不明だが、チンギス・カン家の女性を娶る
      - シーラップ・キュレゲン（Širap ＞沙藍/shālán,شیراپ/shīrāp）…名称は不明だが、チンギス・カン家の女性を娶る
      - エメゲン・カトン（Emegen qatun ＞امكان خاتون/āmkān khātūn）…アリクブケ家のメリク・テムルに嫁ぐ

    - エルチクミシュ・カトン（Elčiqmiš qatun ＞یلجیقمیش خاتون/īljīqmīsh khātūn）…トルイ家のアリクブケに嫁ぐ
    - クイク・カトン（Küik qatun ＞كویك خاتون/kūīk khātūn）…トルイ家のフレグに嫁ぐ
    - オルガナ・カトン（Orγana qatun ＞اورقنه خاتون/ūrqana khātūn）…チャガタイ家のカラ・フレグに嫁ぐ
    - クチュ・カトン（Küčü qatun ＞كوجو خاتون/kūjū khātūn）…ジョチ家のトクカンに嫁ぐ
    - オルジェイ・カトン（Öiǰei qatun ＞اولجای خاتون/ūljāī khātūn）…トルイ家のフレグに嫁ぐ

  - オグルトトミシュ（Oγul tutmiš ＞اوغول توتمیش/ūghūl tūtmīsh）…トルイ家のモンケ・カアンに嫁ぐ

## 延安公主
1. コルイ・エゲチ公主(Qolui egeči ＞火魯/huŏlŭ,قولوی یکاجی/qūlūy īkājī)…ジョチの娘で、イナルチに嫁ぐ
2. チチェゲン公主(Čičegen ＞闍闍干/shéshégàn,جیجاکان/jījākān)…チンギス・カンの娘で、トレルチに嫁ぐ
3. トクトクイ公主(Toqtoqui ＞脱脱灰/tuōtuōhuī)…クビライ・カアンの孫娘で、トゥマンダルに嫁ぐ
4. □□公主…名前や出自は伝わっていないが、ベクレミシュに嫁ぐ
5. □□公主…名前や出自は伝わっていないが、シーラップに嫁ぐ
6. 延安公主…名前や出自は伝わっていないが、延安王エブゲンに嫁ぐ

### 『元史』に記載のないクドカ・ベキ家に嫁いだチンギス・カン家の女性
1. エルテムル(Eltemür ＞یلتمور/īltīmūr)…トルイの娘で、バルス・ブカに嫁ぐ
2. モングルゲン(Möngülügen ＞منکولوقان/munkūlūkān)…フレグの娘で、チャキル、タラカイ父子に嫁ぐ
3. ノムガン(Nomuγan ＞نوموغان/nūmūghān)…アリクブケの娘で、チョバンに嫁ぐ